# 波士頓婆羅門

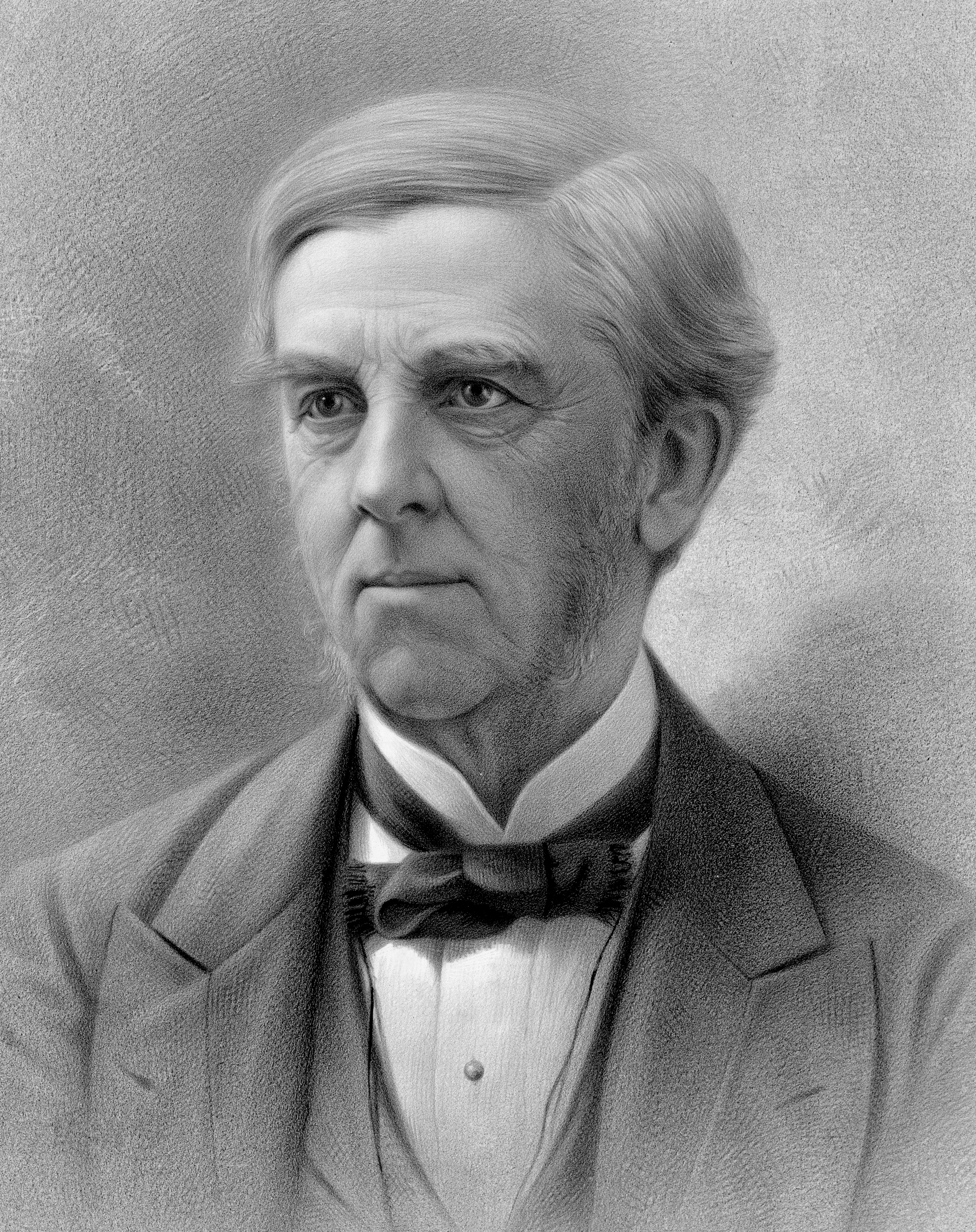
老奥利弗·温德尔·霍姆斯在1860年1月為《大西洋月刊》撰寫的文章中創造了「波士頓婆羅門」一詞

波士頓婆羅門（英語：Boston Brahmin），是美國麻薩諸塞州一個特定社會階層，可以追溯到新英格蘭的第一批殖民者，其特點是封閉的准貴族生活圈子。外部屬性被認為是具有新英格蘭(波士頓英語口音)和哈佛大學的文憑。
這個術語是由老奥利弗·温德尔·霍姆斯提出，最早出现于其在1860年发表于《大西洋月刊》的一篇文章，與最高的印度教瓦爾納類比，以強調波士頓新教徒家庭的影響，他們過著貴族的生活方式，在商業上取得成功，並成為藝術和科學的贊助人。
婆羅門行為準則將謹慎和道德責任置於商業成功之上。家庭醜聞和離婚被認為是絕對不能接受的。家庭有親屬關係，男性傳統上畢業於哈佛大學。大多數「婆羅門」屬於聖公會，衛理會教徒。在政治領域，「婆羅門」是一貫的聯邦黨人和輝格黨人，後來是共和黨人。